# Stonogobiops nematodes
Stonogobiops nematodes is een straalvinnige vissensoort uit de familie van grondels (Gobiidae). De wetenschappelijke naam van de soort is voor het eerst geldig gepubliceerd in 1982 door Hoese & Randall.